# Rinorea cordata
Rinorea cordata és una espècie d'arbre que pertany a la família de les Violaceae. va ser descrita per L.B.Smith i A.Fernández el 1954.
Creix en hàbitats de bosc humit de terres baixes (altitud ençà dels 1.000 m. És possiblement pol·linitzada per insectes i dispersada per gravetat.
És endèmica al nord-oest de Colòmbia, a la selva pluvial de la part nord de la vall del riu Magdalena. Se'n coneixen quatre subpoblacions, en una àrea geogràfica molt restringida. En els quatre casos, els hàbitats són pertorbats per activitats humanes. Va ser cataloga a la Llista Vermella de la UICN en la categoria en perill d'extinció. i en la The World List of Threatened Trees («Llista mundial dels arbres amenaçats») de les Nacions Unides.